# UCI-B-Weltmeisterschaften 1997
Die UCI-B-Weltmeisterschaften 1997 fanden Mitte Dezember des Jahres im malaysischen Ipoh statt. Sie waren die ersten Radsport-Veranstaltungen dieser Art. Es gab Wettkämpfe auf Bahn und Straße, wobei das Rakyat Velodrom für die Bahn-Rennen benutzt wurde.

## Männer
| Wettbewerb          | Gold              | Silber          | Bronze                         |
| ------------------- | ----------------- | --------------- | ------------------------------ |
| Straßen-Wettbewerbe |                   |                 |                                |
| Straßenrennen       | Sergei Belussow   | Dmitri Fofonow  | Dschamsrangiin Öldsii-Orschich |
| Einzelzeitfahren    | Sergei Derewianow | Dmitri Fofonow  | Enver Seytmemetow              |
| Bahn-Wettbewerbe    |                   |                 |                                |
| Sprint              | Rosman Alwi       | Jiawang Li      | Shawn Kelly                    |
| Zeitfahren          | Jamil Kadiron     | Chen Keng-hsien | Yadong Liu                     |

## Frauen
| Wettbewerb          | Gold                  | Silber         | Bronze                |
| ------------------- | --------------------- | -------------- | --------------------- |
| Straßen-Wettbewerbe |                       |                |                       |
| Straßenrennen       | Thi Thuong Yan Nguyen | Wan Li-Ching   | Thi Nhanh Nguyen      |
| Einzelzeitfahren    | Fatima Galiulina      | Masleza Nordin | Thi Thuong Yan Nguyen |